# Elguja Amashukeli
Elguja Davitis dze Amashukeli (en georgiano: ელგუჯა დავითის ძე ამაშუკელი Elguja Davitis dze Amashuk'eli; * 22 de junio de 1928 en Tiflis; † marzo 2002) fue un pintor y escultor georgiano. De 1981 a 1996 fue presidente de la Asociación de Artistas Visuales de Georgia.

## Biografía
Elguja Amashukeli finalizó el año 1955 su formación en la Academia Estatal de Bellas Artes de su ciudad natal Tiflis.
Diseñó las estaciones del Metro de Tiflis; también creó memoriales y monumentos en Georgia. Los más destacados son: la escultura monumental de Kartlis Deda (la Madre Georgia, obra de 1963), el monumento al rey Vakhtang I Gorgasal (1967) y el de Niko Pirosmanashvili (1975) en Tiflis; el del rey David IV de Georgia, llamado el Constructor (1994) en Kutaisi (42°16′17″N 42°42′19″E / 42.27139, 42.70528; el Monumento a la Gloria en la ciudad portuaria de Poti y el Monumento a la Victoria (un guerrero sobre un león) en Gori (41°59′14″N 44°6′20″E / 41.98722, 44.10556. 
Escribió dos libros: El séptimo sentido (1981) y Arte y Letras (1984).
Desde 1996, fue miembro correspondiente del Departamento de Lingüística y Literatura de la Academia de Ciencias de Georgia. En 1985 se convirtió en miembro de la Academia Soviética de las Artes.
Amashukeli fue galardonado con el Premio Estatal de la Unión Soviética , el Premio Estatal de Shota Rustaveli (1965), el más alto premio estatal de Georgia en el campo del arte, y el premio de la Competencia mundial en Sofía (1970).
Elguja Amashukeli murió en marzo de 2002 y está enterrado en el cementerio del Panteón Didube de Tiflis.

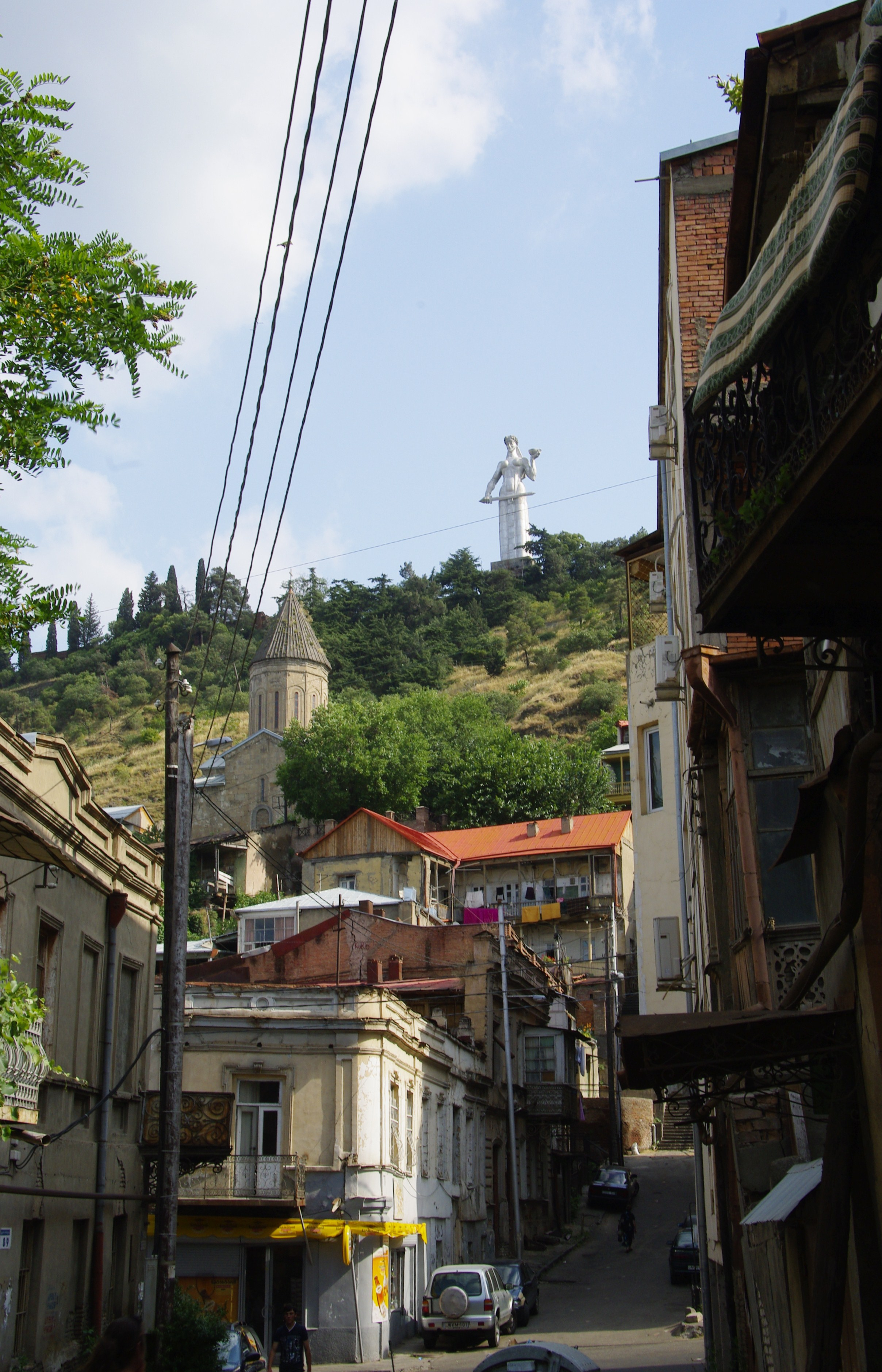
Monumento a la Kartlis Deda (obra de 1963) 41°41′17″N 44°48′16″E / 41.68806, 44.80444
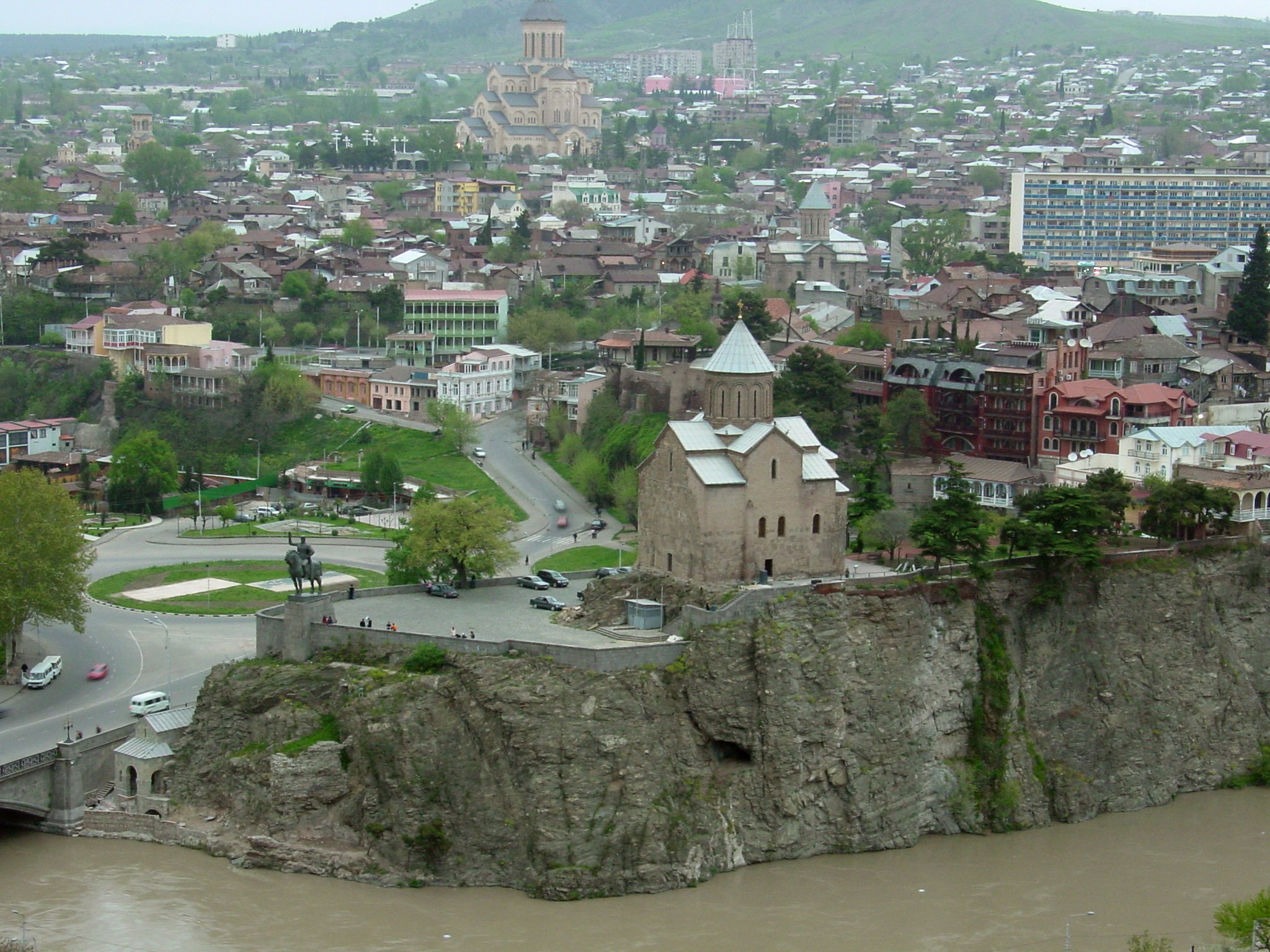
Vista de la ciudad de Tiflis, con el Monumento a Vakhtang I Gorgasal junto al río Kurá. 41°41′25″N 44°48′38″E / 41.69028, 44.81056
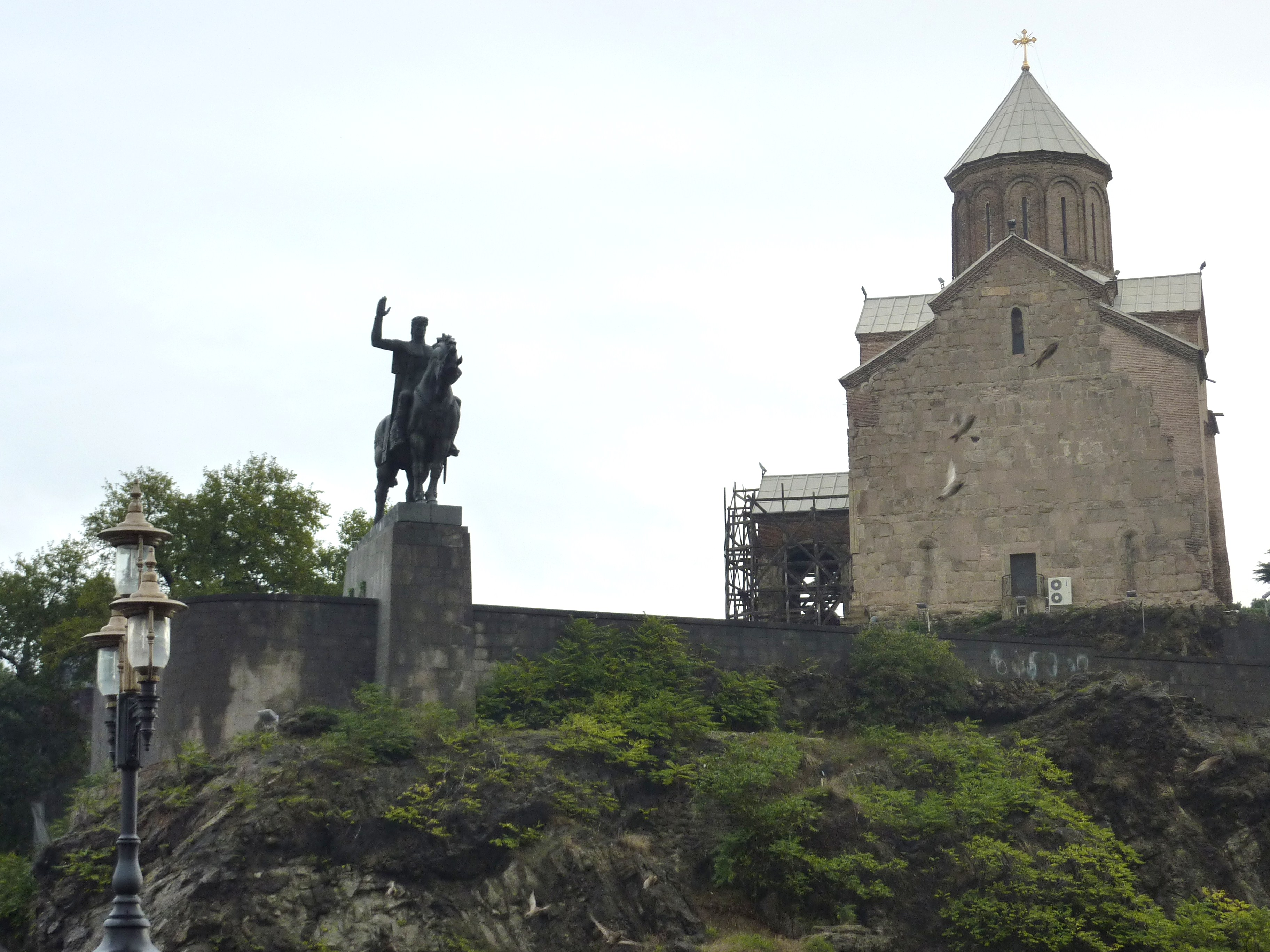
El acantilado de Metekhi, sobre el que se alza el monumento al rey Vakhtang I Gorgasal (estatua de 1967)
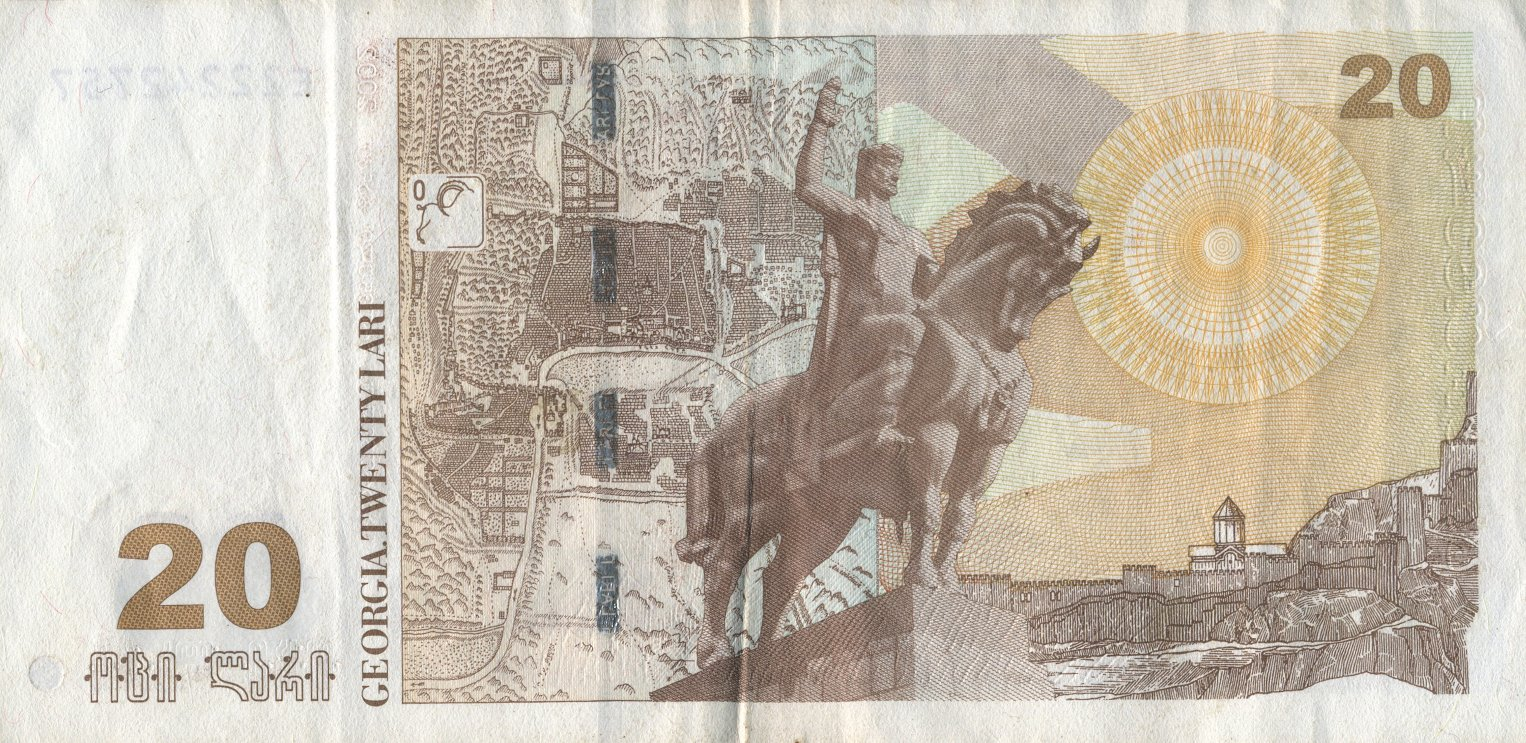
El monumento al rey Vakhtang I Gorgasal, reproducido en un billete de 20 Laris georgianos .